# 巴彦代市镇
巴彦代市镇（俄语：Муниципальное образование «Баяндай»）是俄罗斯联邦伊尔库茨克州巴彦代区所属的一个市镇。其下辖有个居民点，行政中心为巴彦代。据2016年统计，该市镇的人口为2632人。